# Gura Văii (okręg Ardżesz)
Gura Văii – wieś w Rumunii, w okręgu Ardżesz, w gminie Albota. W 2011 roku liczyła 175 mieszkańców.